# Конзервативна демократија
Конзервативна демократија (тур. muhafazakâr demokrasi) дезигнација је коју је сковала турска владајућа Партија правде и развоја (AKP) да би описала исламску демократију. Формирајући се као модернистичка одвојка од бивших исламистичких покрета, конзервативна демократска идеологија AKP описана је као одступање од или умереност исламске демократије и одобравање више секуларних и демократских вредности. Изборни успех и неоосманска спољна политика AKP која има за циљ ширење регионалног утицаја Турске довели су до тога да се конзервативни демократски идеали странке огледају у другим земљама, попут Странке правде и развоја у Мароку и покрета Еннахда у Тунису.
У најширем смислу, израз „конзервативна демократија” наглашава компатибилност ислама са демократијом, западно оријентисану спољну политику, неолибералну економију и секуларизам у влади. Будући да се поглед огледа у неколико економских, страних, унутрашњих и социјалних политика, појам „конзервативна демократија” означава се као плутајући означилац који обухвата широку коалицију идеја. Супротно томе, и због своје широке дефиниције, овај термин је такође оптужен да је црвена харинга која је осмишљена да прикрије скривену исламистичку агенду, али да одржи јавну подршку.
Главни идеали конзервативне демократије најбоље се идентификују када се упореде са исламистичком идеологијом коју заговарају странке претходнице AKP. Постоји значајна супротност између ово двоје — на пример, у погледу положаја у погледу Европске уније, Израела, Сједињених Држава, економске политике као и, у мањој мјери, социјалне политике.

## Политички развој
AKP је формирана 2001. године након што су умерени политичари напустили Исламистичку Странку врлине да би уместо ње основали модернистичку политичку странку. Међу њима су бивши градоначелник Истанбула, Реџеп Тајип Ердоган и посланик из Кајсерија Абдулах Гул. Добивши подршку многих чланова Странке врлине, AKP је такође одузела велики део подршке другим економски либералним странкама десног центра, попут Странке истинског пута и Матичне странке на општим изборима 2002. године. Странка је стога описана као „широка десничарска коалиција исламиста, реформистичких исламиста, конзервативаца, националиста, десничарског центра и групација за бизнис”.
Пошто је секуларизам садржан у Уставу Турске, разне отворено исламистичке политичке странке, попут Партије националног поретка, Странке националног спасавања, Партије благостања и на крају Странке врлине, Уставни суд је затворио због антисекуларних активности. То је допринело каснијем напуштању отворене исламистичке идеологије у корист реформисаног, просекуларног конзервативног демократског идеала који би прихватила држава. Судски случај о затварању против AKP 2008. године, на основу тога што је странка прекршила секуларизам, стога није успео, али је тој партији одузето 50% државног финансирања.

### Скривена агенда
Појам „конзервативна демократија” ретко су дефинисали политичари AKP. Порекло странке из исламистичких организација покренуло је спекулације о томе да ли странка заиста има скривену исламистичку политичку агенду и користи израз ’конзервативна демократија’ да прикрије такве намере. Чланови опозиционе Републиканске народне партије (CHP) и опозициони новинари изнели су став да је та странка постепено довела до исламистичких социјалних промена, попут ограничавања конзумирања алкохола, као и почетка сузбијања или укидања мешаног мушко-женског средњошколског смештаја крајем 2013. године. Остале реформе, попут укидања забране марама у државној служби, присталице су означене као питања људских права и као отворене нападе на секуларизам од стране ривала.
Значајан пораст оптужби за изборну превару током владе AKP, најчешће током локалних избора 2014. године, као и бројни скандали са корупцијом у влади, покренули су спекулације да AKP не скрива исламистички, већ ауторитарни скривени план, који има за циљ постепено уклањање демократских провера и равнотежа. Правосудне реформе владе 2014. године које су критиковане као покушај политизације судова, жестоке полицијске акције против полицијских протеста 2013. и све већа цензура у медијима такође су ојачале ту тврдњу.

## Вредности
Бивши министар Хусејин Челик тврдио је да је конзервативна демократија AKP ограничена на социјална и морална питања, одбацујући дезигнације „умереног ислама” и „муслиманске демократе”, који су коришћени за описивање странке. Иако политичари који су себе идентификовали као конзервативне демократе обично подржавају секуларизам, спорови су дуго остали између њих и тврдих лаичара, који се залажу за забрану верских активности у јавној сфери.

## Градуализам

### Алкохол
Висок порез на алкохолна пића, назван Специјалним порезом на потрошњу (тур. Özel tüketim vergisi), први пут уведен 2002. године и драматично порастао 2010. године захваљујући Влади са AKP већином, чије је вођство познато по аверзији према алкохолу, довели су до значајног пораста кријумчарења и превара повезаних са алкохолним пићимс у земљи. Кријумчарење се сматра кривцем за масовно тровање алкохолом на турској ривијери 2011. године.
Године 2013. нови закони забранили су све облике рекламирања и промовисања алкохолних пића, укључујући „промоције, спонзорисане активности, фестивале и бесплатна давања”. Компаније за пиће објављивале су огласе који критикују забрану.
У 2013. влада је усвојила законе којима се ограничавају дозволе за малопродају од 22 до 6 сати и забранила је „студентским домовима, здравственим установама, спортским клубовима, свим врстама образовних установа и бензинских пумпи” да продају алкохол. Око 185.000 киоска са дозволама за алкохол било је погођено.
Закон је такође укључивао захтев да се на телевизији и у филмовима замуте прикази алкохолних пића, као што је то већ учињено за цигарете, као и да боце носе здравствена упозорења слична упозорењима за паковање дувана.

### Марама
У 2013. години забрана марама у јавним институцијама укинута је уредбом, иако забрана службено стоји кроз судске одлуке. Забрана ношења хиџаба у средњим школама укинута је 2014. године.

### Прељуба
Године 2018. Реџеп Тајиип Ердоган рекао је да би Турска поново требала да размотри криминализацију прељубе и да је Турска погрешила што није криминализовала прељубу да би се потенцијално придружила ЕУ 2004. године.

## Критицизам
Поред оптужби да је црвена харинга, појам „конзервативне демократије” нашао се и под ватром политичара-оснивача AKP-а, Ертугрула Јалчинбајира, који је тврдио да програм странке AKP нити у почетку није био написан на конзервативној демократској основи, већ је фокусиран само на заштиту демократије. Утврдио је да је, идентификујући се као конзервативни демократа, AKP извршио притисак на бирачко тело да подрже конзервативне вредности, што штети социјалном јединству и слободи мишљења. Тврди да је израз „конзервативни демократа” у ствари сковао потпредседник владе Јалчин Акдоган, у књизи под називом AK партија и конзервативна демократија (2004). Јалчинбајир је такође био става да су неслагања око тог термина допринела томе да други потпредседник Владе Абдуллатиф Шенер напусти AKP и оснује Турску партију 2009. године.